# 吉林百嘉足球俱乐部
吉林百嘉足球俱乐部，或因冠名称为长春百和嘉路喜，是一家已解散的中国足球俱乐部，位于吉林省长春市，成立于2011年。

## 历史
俱乐部的前身为2011年3月11日由长春百和建筑有限公司创立的长春百和建筑足球队，和2014年5月1日由长春嘉路喜润滑油公司创立长春嘉路喜足球队，两支球队此前参加长春市的当地业余联赛，直至2016年1月19日两队合并，各取两赞助公司的第一个字，重塑为职业足球俱乐部吉林百嘉。俱乐部成立后参加了2016年中国足球业余联赛，进军最终附加赛阶段，在半决赛中的点球决战以5-6不敌陕西长安竞技，目睹对手庆祝晋级到中国足球乙级联赛。但后来因天津京铁火车头足球俱乐部退出，他们还是获准取代其位置进入2017年中国足球乙级联赛。2019年，俱乐部出现欠薪问题，部分球员一度在球场内拉横幅批评管理层言而无信拖欠工资奖金。2020年2月4日，吉林百嘉因未按时提交2019年工资奖金确认表，被中国足协取消职业联赛注册资格。

## 历任教练
- 礼彬 (2016)
- 佐兰·基塔诺夫斯基（英語：Zoran Kitanoski） (2017–2019)
- 亚当·休斯 (2020)[4]

## 成绩荣誉
| 赛季 | 联赛 | 联赛 | 联赛 | 联赛 | 联赛 | 联赛 | 联赛 | 联赛   | 联赛 | 联赛 | 足协杯 | 场均观众 | 主场                              |
| 赛季 | 等级 | 赛   | 胜   | 平   | 负   | 进球 | 失球 | 净胜球 | 积分 | 位次 | 足协杯 | 场均观众 | 主场                              |
| ---- | ---- | ---- | ---- | ---- | ---- | ---- | ---- | ------ | ---- | ---- | ------ | -------- | --------------------------------- |
| 2016 | 4    |      |      |      |      |      |      |        |      | 5    | 无资格 |          |                                   |
| 2017 | 3    | 24   | 3    | 11   | 10   | 16   | 30   | −14    | 20   | 20   | 第三轮 | 676      | 经开体育场 卡伦湖体育场           |
| 2018 | 3    | 28   | 13   | 5    | 10   | 43   | 37   | 6      | 44   | 14   | 第三轮 | 437      | 经开体育场                        |
| 2019 | 3    | 30   | 7    | 6    | 17   | 24   | 46   | −22    | 271  | 22   | 十六强 |          | 经开体育场 长春奥林匹克公园体育场 |

- ^1 当赛季中乙联赛预赛阶段积分。